# Molnár László József
Molnár László József (Nagyvárad, 1951. március 23. –) Munkácsy Mihály-díjas grafikusművész.
Tanulmányait Kolozsváron, a Ion Andreescu Képzőművészeti Egyetem képgrafika szakán 1975-ben fejezte be. Tanárai Feszt László és Nica Ioachim voltak. 1980-tól él Magyarországon. Veresegyházán, majd 1986-tól Vácott telepedett le. Tagja volt a Művészeti Alapnak, tagja a Magyar Grafikusművészek Szövetségének, a Magyar Képző- és Iparművészek Szövetségének, a Magyar Alkotóművészek Országos Egyesületének. 2014-ig az Egri Eszterházy Károly Főiskola rajz tanszékének docense.

## Önálló kiállítások
1979. Petőfi Sándor Művelődési Ház, Bukarest
1982. Stúdió Galéria, Budapest
1984. Gorka Emlékház, Verőce
1984. Galéria Insula, Szlovénia
1987. Hincz Gyula Állandó Gyűjtemény kamaraterme, Vác
1997. Kassai Vidor Galéria Vác, Madách Imre Művelődési Központ
1998. Galerie Kunst en Kultur “Bernice”Luyksgestel, Hollandia
1998. Kunstgalerie E. Vruggink, Zutphen, Hollandia
1999. Gold Art Galéria, Budapest
1999. MOL Rt. Galéria, Szolnok
2000. Krimpen a.d. Ijssel, Rotterdam, Hollandia
2001. Galerie bij de Bocken, Ulf, Hollandia
2001. Kunst Event, Eindhoven, Hollandia
2006. Galerie de Heeren van Voorburg, Deventer, Hollandia
2006. Arcus Galéria, Vác
2007. Hincz Gyula Időszakos Kiállítás, Vác
2010. Olof Palme Ház, Budapest
2012. Horváth Endre Galéria, Balassagyarmat
2013. Madách Imre Művelődési Központ Emeleti Galéria, Vác
2013. Art Market, Millenáris, Budapest
2014. Az Év grafikája, Magyar Képzőművészeti Egyetem Budapest
2014. Retrospektív kiállítás Veresegyház, Innovációs Centrum
2016. Retrospektív kiállítás Nagyvárad, Vár Galéria
2021. Mester és tanítványa, Rondella Galéria Esztergom

## Fontosabb nemzetközi kiállítások
1982. XXI. Ioan Miro Rajzverseny Barcelona
1983. XXII. Ioan Miro Rajzverseny Barcelona
1990. Tokyo Art Expo
1991. XIX. Nemzetközi Grafikai Biennálé Ljubljana Jugoszlávia
1992. VIII. Nemzetközi Nyomat Biennálé Seoul Dél-Korea
1993. I. Nemzetközi Nyomat Biennálé Maastricht, Hollandia
2001. Kunst Event Eindhoven, Hollandia
2011. I. Nemzetközi Rajz-és Képgrafikai Biennálé Győr

## Ösztöndíjak
1984-87. Derkovits Ösztöndíj
1985. Derkovits ösztöndíj Nívódíj
1988. Perugia, Accademia di Belle Arti „Pietro Vannuci”, Olaszország
1998. Vác Városi Tanács Ösztöndíja
1990. Bonn-Bad Godesberg, NSZK
2006. Római Magyar Akadémia
2009. Hungart Egyesület Alkotói Ösztöndíj
2015. MMA Ösztöndíj

## Díjak
1982. Stúdió díj, Tata
1983. Közönségdíj, I. Rauris, Ausztria
1986. Csohány Kálmán díj III. Országos Rajzbiennálé, Salgótarján
1989. Művelődési és Közoktatási Minisztérium Technikai Pályadíja, XV. Országos Grafikai Biennálé, Miskolc
1990. Neufeld Anna Alapítvány Emlékdíja Vác
1992. Művelődési és Közoktatási Minisztérium Díja, VI. Országos Rajzbiennálé, Salgótarján
1993. Országos Színesnyomat Biennálé Szekszárd, Nalors Grafika és Vác város Önkormányzatának díja 1996. VIII. Országos Rajzbiennálé Nógrád megye Közgyűlésének Nagydíja, Salgótarján
1996. Munkácsy Mihály-díj
1998. Rékassy Csaba Barát Kör különdíja, XVIII. Országos Grafikai Biennálé, Miskolc
2002. Új Pest Megyei Tárlat Különdíja, Szentendre
2004. MAOE Díj, XII. Országos Grafikai Biennálé, Salgótarján
2004. Téli Tárlat, Vác
2013. II. Országos Grafikai Triennálé, Emberi Erőforrások Minisztériuma díj, Salgótarján
2013. Év Grafikája Díj
2017. Vác, Téli Tárlat I. díj
2020. Vác, Téli Tárlat I. díj

## Művek közgyűjteményekben
Magyar Nemzeti Galéria
Nógrád Megye Történeti Múzeuma (Dornyai Béla Múzeum Salgótarján)
Miskolc Városi Galéria
Tragor Ignác Múzeum, Vác
“Sammlung Internationaler Zeitgenössischer Kunst “ Der Kunsthalle”, Nürnberg Németország